# Judo-Weltmeisterschaften 2019

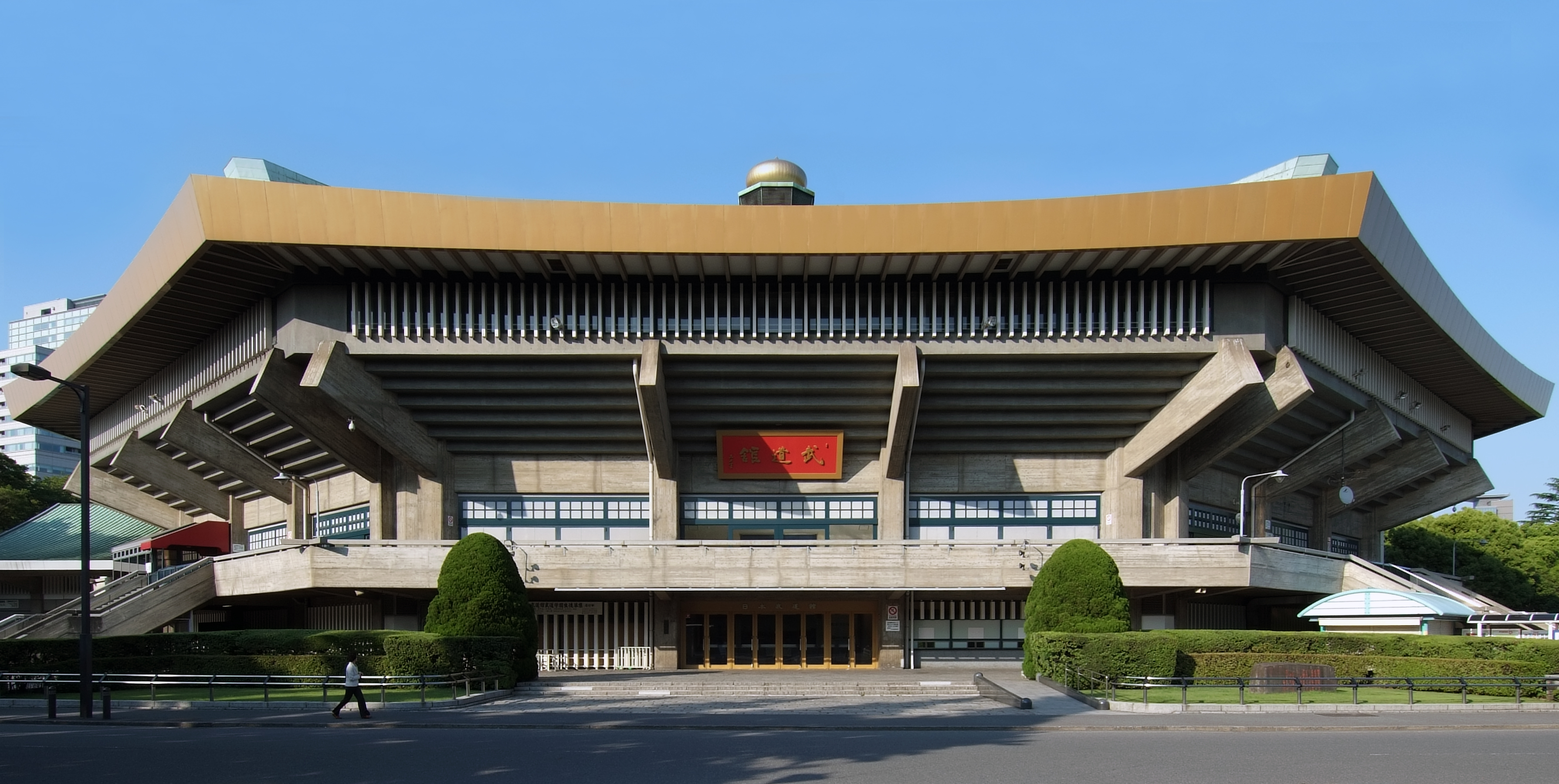
Nippon Budōkan (2010)

Die Judo-Weltmeisterschaften 2019 waren die 33. Judo-Weltmeisterschaften und fanden vom 25. August bis zum 1. September 2019 in der japanischen Hauptstadt Tokio statt. Veranstaltungsort war die Kampfsporthalle Nippon Budōkan.

## Ergebnisse

### Männer
| Gewichtsklasse | Gold                 | Silber                  | Bronze                 |
| -------------- | -------------------- | ----------------------- | ---------------------- |
| - 60 kg        | Luchum Tschchwimiani | Sharofiddin Lutfullayev | Jeldos Smetow          |
| - 60 kg        | Luchum Tschchwimiani | Sharofiddin Lutfullayev | Ryūju Nagayama         |
| - 66 kg        | Joshiro Maruyama     | Kim Lim-hwan            | Hifumi Abe             |
| - 66 kg        | Joshiro Maruyama     | Kim Lim-hwan            | Denis Vieru            |
| - 73 kg        | Shōhei Ōno           | Rustam Orujov           | Hidayət Heydərov       |
| - 73 kg        | Shōhei Ōno           | Rustam Orujov           | Denis Jarzew           |
| - 81 kg        | Sagi Muki            | Matthias Casse          | Antoine Valois-Fortier |
| - 81 kg        | Sagi Muki            | Matthias Casse          | Luka Maisuradse        |
| - 90 kg        | Noël van ’t End      | Shoichiro Mukai         | Axel Clerget           |
| - 90 kg        | Noël van ’t End      | Shoichiro Mukai         | Nemanja Majdov         |
| - 100 kg       | Jorge Fonseca        | Nijas Iljassow          | Michael Korrel         |
| - 100 kg       | Jorge Fonseca        | Nijas Iljassow          | Aaron Wolf             |
| + 100 kg       | Lukáš Krpálek        | Hisayoshi Harasawa      | Kim Min-jong           |
| + 100 kg       | Lukáš Krpálek        | Hisayoshi Harasawa      | Roy Meyer              |

### Frauen
| Gewichtsklasse | Gold                | Silber            | Bronze                 |
| -------------- | ------------------- | ----------------- | ---------------------- |
| - 48 kg        | Darja Bilodid       | Funa Tonaki       | Mönchbatyn Urantsetseg |
| - 48 kg        | Darja Bilodid       | Funa Tonaki       | Distria Krasniqi       |
| - 52 kg        | Uta Abe             | Natalja Kusjutina | Majlinda Kelmendi      |
| - 52 kg        | Uta Abe             | Natalja Kusjutina | Ai Shishime            |
| - 57 kg        | Christa Deguchi     | Tsukasa Yoshida   | Julia Kowalczyk        |
| - 57 kg        | Christa Deguchi     | Tsukasa Yoshida   | Rafaela Silva          |
| - 63 kg        | Clarisse Agbegnenou | Miku Tashiro      | Martyna Trajdos        |
| - 63 kg        | Clarisse Agbegnenou | Miku Tashiro      | Juul Franssen          |
| - 70 kg        | Marie-Ève Gahié     | Barbara Timo      | Sally Conway           |
| - 70 kg        | Marie-Ève Gahié     | Barbara Timo      | Margaux Pinot          |
| - 78 kg        | Madeleine Malonga   | Shori Hamada      | Loriana Kuka           |
| - 78 kg        | Madeleine Malonga   | Shori Hamada      | Mayra Aguiar           |
| + 78 kg        | Akira Sone          | Idalys Ortíz      | Kayra Sayit            |
| + 78 kg        | Akira Sone          | Idalys Ortíz      | Sarah Asahina          |

### Teamwettbewerb Mixed
| Gewichtsklasse | Gold  | Silber     | Bronze    |
| -------------- | ----- | ---------- | --------- |
| Mannschaft     | Japan | Frankreich | Russland  |
| Mannschaft     | Japan | Frankreich | Brasilien |

## Medaillenspiegel
| Rang      | Land                   | Gold | Silber | Bronze | Gesamt |
| --------- | ---------------------- | ---- | ------ | ------ | ------ |
| 1         | Japan                  | 5    | 6      | 5      | 16     |
| 2         | Frankreich             | 3    | 1      | 2      | 6      |
| 3         | Portugal               | 1    | 1      | 0      | 2      |
| 4         | Niederlande            | 1    | 0      | 3      | 4      |
| 5         | Georgien               | 1    | 0      | 1      | 2      |
| 5         | Kanada                 | 1    | 0      | 1      | 2      |
| 7         | Israel                 | 1    | 0      | 0      | 1      |
| 7         | Tschechien             | 1    | 0      | 0      | 1      |
| 7         | Ukraine                | 1    | 0      | 0      | 1      |
| 10        | Russland               | 0    | 2      | 2      | 4      |
| 11        | Aserbaidschan          | 0    | 1      | 1      | 2      |
| 11        | Südkorea               | 0    | 1      | 1      | 2      |
| 13        | Belgien                | 0    | 1      | 0      | 1      |
| 13        | Kuba                   | 0    | 1      | 0      | 1      |
| 13        | Usbekistan             | 0    | 1      | 0      | 1      |
| 16        | Brasilien              | 0    | 0      | 3      | 3      |
| 16        | Kosovo                 | 0    | 0      | 3      | 3      |
| 18        | Deutschland            | 0    | 0      | 1      | 1      |
| 18        | Kasachstan             | 0    | 0      | 1      | 1      |
| 18        | Moldau                 | 0    | 0      | 1      | 1      |
| 18        | Mongolei               | 0    | 0      | 1      | 1      |
| 18        | Polen                  | 0    | 0      | 1      | 1      |
| 18        | Serbien                | 0    | 0      | 1      | 1      |
| 18        | Türkei                 | 0    | 0      | 1      | 1      |
| 18        | Vereinigtes Königreich | 0    | 0      | 1      | 1      |
| Insgesamt | Insgesamt              | 15   | 15     | 30     | 60     |

## Kontroverse
Die International Judo Federation verhängte am 18. September 2019 gegen die Islamische Republik Iran eine Schutzsperre, weil das Land immer wieder Sportler bei Turnieren ausscheiden lässt, um israelische Gegner zu vermeiden. Ausschlaggebend waren Vorfälle bei den Weltmeisterschaften 2019 in Tokio. Durch die Schutzsperre ist der Iran vorläufig von allen Wettkämpfen sowie administrativen und sozialen Aktivitäten des Internationalen Verbandes ausgeschlossen.